# Wymysłów (gmina Słaboszów)
Wymysłów – wieś w Polsce położona w województwie małopolskim, w powiecie miechowskim, w gminie Słaboszów.
W latach 1975–1998 miejscowość należała administracyjnie do województwa kieleckiego. Integralna część miejscowości: Piaseczna.